# Haabersti (wijk)
Haabersti is een subdistrict of wijk (Estisch: asum) binnen het stadsdistrict Haabersti in Tallinn, de hoofdstad van Estland. De wijk telde 908 inwoners op 1 januari 2020. De naam is afgeleid van Haberst of Habers Hof, de Duitse naam voor een landgoed dat hier vroeger lag. Al in 1265 behoorde het landgoed tot de mark van Tallinn. Toen jaren later het stadsdistrict werd gevormd, kreeg het de naam van de wijk.

## Voorzieningen

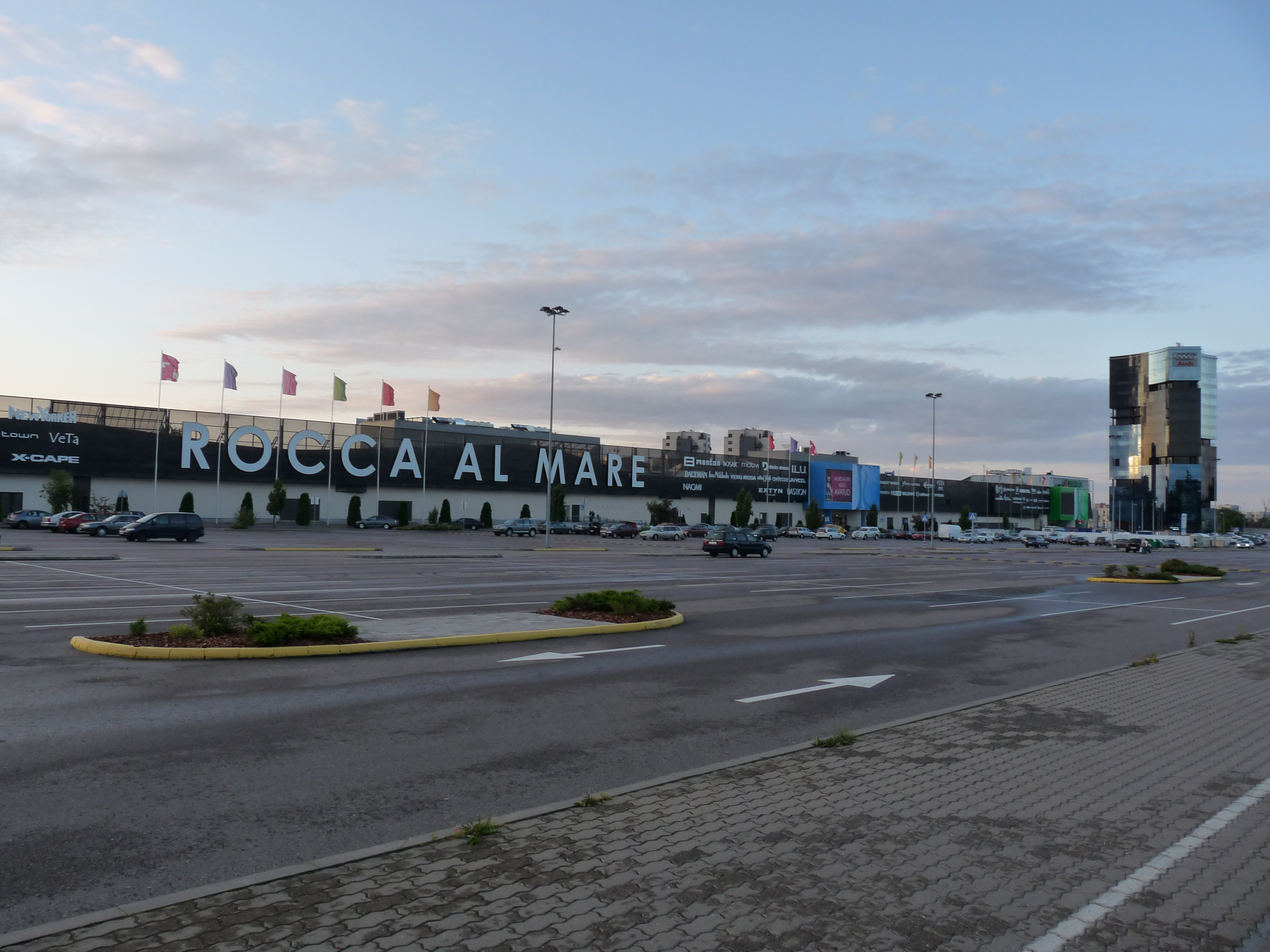
Het winkelcentrum Rocca al Mare

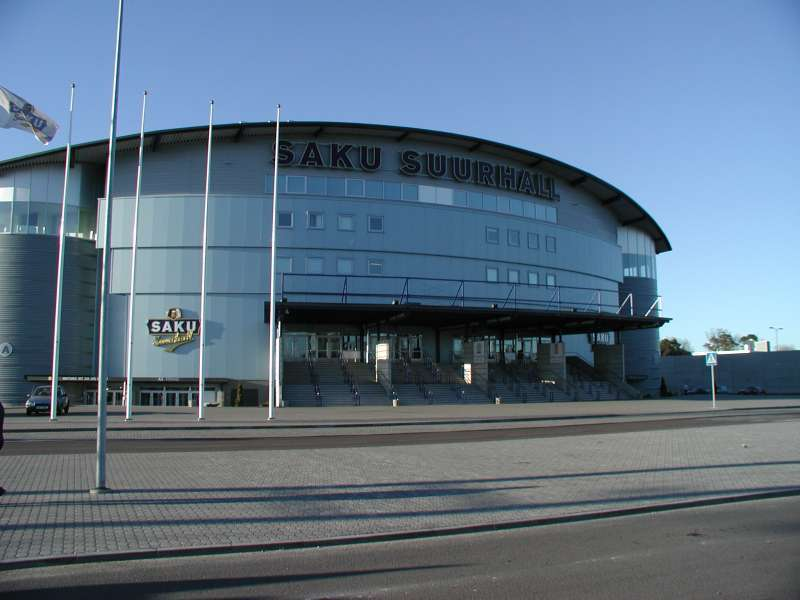
Saku Suurhall

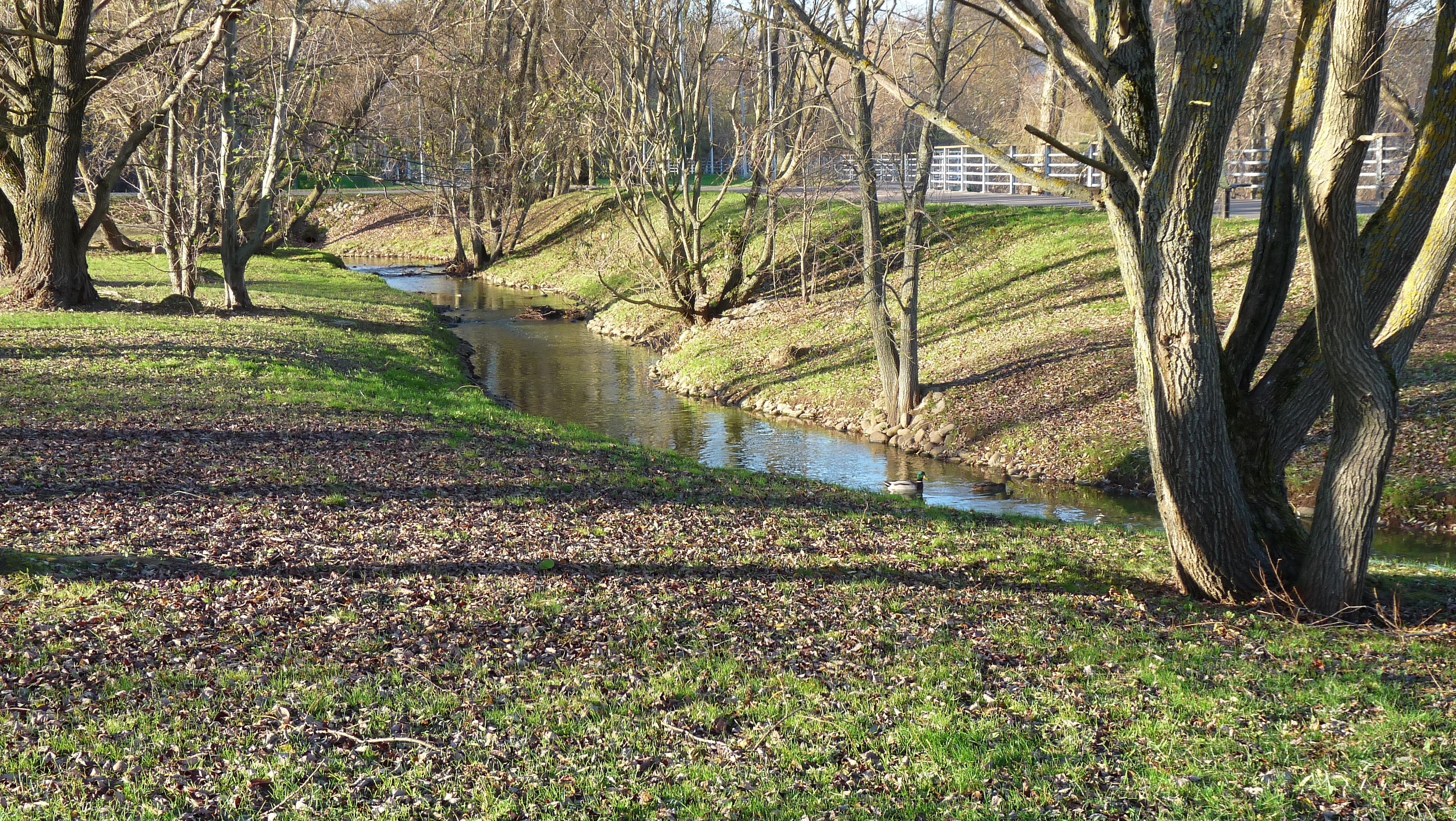
Beek in het bos van Haabersti

De wijk grenst aan de wijken Rocca al Mare, Mustjõe, Veskimetsa, Pikaliiva en Õismäe en aan de Baai van Kopli, een onderdeel van de Baai van Tallinn.
Haabersti bezit met het winkelcentrum Rocca al Mare kaubanduskeskus het grootste winkelcentrum van Tallinn, met een oppervlakte van 54.000 m² en ca. 170 winkels. Het opende zijn deuren in 1998 en onderging in 2008 een renovatie. Tussen 1997 en 2006 lag naast het winkelcentrum het pretpark Rocca al Mare Tivoli, dat in 2006 gesloten is. De naam Rocca al Mare is ontleend aan de ‘buurwijk’ Rocca al Mare.
In Haabersti ligt ook de Saku Suurhall, de grootste evenementenhal van Estland. De hal is in 2001 in gebruik genomen en biedt plaats aan 10.000 toeschouwers. Hier vinden concerten, sportmanifestaties, beurzen en tentoonstellingen plaats.
Ongeveer een derde deel van de wijk wordt in beslag genomen door een bos, het Haabersti mets.

## Vervoer
De weg van de wijk Väike-Õismäe naar het centrum van Tallinn, de Paldiski maantee, komt door Haabersti. Twee grote wegen lopen oost-west, de Rannamõisa tee en de Vabaõhumuuseumi tee (‘Openluchtmuseumweg’). Die laatste weg vormt de grens met de wijk Rocca al Mare.
De buslijnen 42 en 43 (die in de plaats zijn gekomen van de op 1 januari 2016 opgeheven trolleybuslijnen 6 en 7) komen door Haabersti. Lijn 42 gaat naar het warenhuis Kaubamaja in het centrum van Tallinn en lijn 43 naar het Baltische Station.
Ook wordt Haabersti bediend door een aantal buslijnen.